# Basilides
Basilides (eerste helft tweede eeuw) was een leraar in Alexandrië. Hij had een kring van volgelingen waaraan hij theologisch onderricht gaf. Er waren meer van dergelijke scholen in de stad aanwezig, zoals die van Carpocrates.
Eusebius stelde dat Basilides degene was die de gnostische beweging in gang had gezet. Er is weinig over het leven van Basilides bekend. Het wordt echter in het vakgebied zo goed als zeker geacht dat hij zijn onderwijs in Alexandrië gaf vanaf in ieder geval 132 en mogelijk eerder. Dit onderricht vond ook plaats in de periode van Antoninus Pius dus het moet na 138 hebben voortgeduurd. Basilides was de auteur van de Exegetica, een werk in 24 delen en een commentaar op het evangelie. Het is niet duidelijk welk evangelie dit was. Basilides zou dan de eerst bekende auteur zijn die commentaren schreef op wat later het Nieuwe Testament zou worden. 
Er is geen enkele aanwijzing dat zijn opvattingen buiten Egypte bekend werden. Er was echter tot eind vierde eeuw een gnostische stroming die zich op die opvattingen beriep. Basilides had een zoon met de naam Isodorus. In diverse fragmenten over Basilides van andere auteurs wordt hij als de auteur van drie boeken genoemd.

## Basilides volgens Ireneüs
Ireneüs beschrijft een systeem dat afkomstig zou van Basilides waar aan de top van het pleroma een Ongeboren Vader staat. In de gnostiek is pleroma de benaming voor de volheid, de structuur en verblijfplaats van de goddelijke wereld. Uit deze Vader ontvouwen zich een aantal andere goddelijke gestalten, zoals Geest (Nous), Verstand (Logos), Inzicht (Phronèsis) en Wijsheid (Sophia). Uit die laatste twee ontstaan dan weer andere krachten, heersers en engelen die de eerste hemel scheppen. Daaruit ontstaat een andere groep engelen, die de tweede hemel schept. Dat proces continueert zich tot er 365 hemelen zijn.
Dit is een constructie die ook voortkomt in Eugnostus de Gelukzalige. De auteur van de laatste tekst baseert zijn aantal van 360 hemelen op de Egyptische kalender van drie seizoenen van vier maanden van dertig dagen. Basilides voegt er de vijf epagomenen, toegevoegde dagen, aan toe. Het aantal van 365 engelen komt ook voor in het Apocryphon van Johannes.
De engelen van de laatste hemel hebben alles op deze wereld gecreëerd. Zij hebben de aarde en de landen onder hen verdeeld. Hun leider is een engel, die geïdentificeerd wordt met de Hebreeuwse God en wil dat alle volkeren zich onderwerpen aan zijn volk, de joden. Ireneüs schrijft dat de volgelingen van Basilides deze engel als Abrasax benoemen. Zijn naam bevat het aantal 365.
De andere engelen komen daartegen in opstand alsmede de volkeren die het joodse volk willen weerstaan. De Ongeboren Vader zendt Nous, die Christus is, naar de aarde om de die te bevrijden van de heerschappij van de engelen. Nous arriveerde in een menselijke gedaante en verrichtte wonderen. De kwade engelen kruisigen hem in hun onwetendheid. In dit deel van het verhaal komt het meer bekende fragment voor dat in plaats van Christus feitelijk Simon van Cyrene gekruisigd zou zijn. Ook in de Tweede verhandeling van de grote Seth wordt dat verhaald. Door een ander uiterlijk aan te nemen wordt Nous/Christus onzichtbaar voor de engelen en machten in de 365 hemelen en slaagt hij erin om weer op te stijgen naar zijn Vader. Iedereen die nog gelooft een fysieke kruisiging van Christus wordt nog steeds gedomineerd door de boze machten. Diegenen, die dit ontkennen zijn van die machten bevrijd, hebben het juiste begrip van de Ongeboren Vader en zullen uiteindelijk deel hebben aan de verlossing.

## Basilides volgens Hyppolytus
Hyppolytus geeft volstrekt andere informatie over het systeem van Basilides. Volgens Hyppolytus zouden Basilides en zijn zoon Isodore claimen dat hun systeem ontleend was aan instructies van de apostel  Matteüs. Deze zou dan weer geïnstrueerd zijn door Jezus. Het beschrijft een vorm van negatieve theologie, een doctrine van een niet-bestaande God. Deze God creëert een niet-bestaande wereld door een panspermia, een kosmisch zaad, te planten dat de hele kosmos in zich draagt. Alles ontspringt uit dit zaad. Uit het zaad ontstaat ook driemaal een Zoon-gestalte. De eerste stijgt al snel op naar God. De tweede heeft de hulp nodig van de vleugels van de Heilige Geest. Die was echter niet in staat de hoogte te bereiken waar de Vader verblijft. De derde blijft in het zaad achter en daaruit ontstaan de gnostici.
In dit beschreven systeem wordt een onderscheid gemaakt tussen een hyperkosmos, een grensgebied (het firmament) en de kosmos. In de zone onder het firmament ontstaan uit het wereldzaad twee archonten met hun zonen. Dan wordt uit de hyperkosmos het evangelie gezonden en dit bereikt de zonen van de archonten. Uiteindelijk reikt het verder naar beneden en bereikt Jezus, de zoon van Maria.
De wereld zal bestaan tot de derde Zoon-gestalte zich gemanifesteerd heeft en Christus gevolgd heeft tot in het domein van de Vader. Als alle drie Zoon-gestalten in dat domein zijn gearriveerd, zal God een grote onwetendheid over de hele kosmos en de archonten leggen. Alle zielen op de wereld zullen de kennis over alles buiten hun eigen kosmos verliezen en het verlangen daarheen te keren zal verdwijnen. In het systeem staat verlangen gelijk aan de dood en dat geeft de zielen een vorm van onsterfelijkheid. Het proces van verlossing is dus in essentie de terugkeer van alles naar de oorspronkelijke positie in het zaad.

## Fragmenten van Basilides uit de Exegetica
Twee auteurs uit de oudheid hebben fragmenten van Basilides in hun werk opgenomen, waarvan zij claimen dat die uit de Exegetica afkomstig zijn.
Het langste fragment is bewaard gebleven bij Clemens van Alexandrië in zijn werk Stromateis. Clemens schrijft dit fragment ontleend te hebben aan het 23e boek van de Exegetica.
Het handelt over de vraag hoe de goedheid en rechtvaardigheid van God zich verhoudt tot de executies van vervolgde christenen. Basilides verwerpt het antwoord dat dit het werk is van de duivel. Het is naar zijn opvatting de straf van God voor de verborgen zonden van de christenen. Het is juist een teken van de goedheid van God, dat de christenen niet gestraft worden voor misdragingen, maar alleen voor het feit dat zij christen zijn. Ook als een christen niet gezondigd heeft, kan die nog steeds een goddelijke straf ontvangen, omdat hij het vermogen tot zonde heeft. Goddelijke voorzienigheid kan nooit slecht of onrechtvaardig zijn. Ieder mens is zondig; alleen God is rechtvaardig. 
De Acta Archelai van Hegemonius (eerste helft vierde eeuw) is een polemisch geschrift tegen het manicheïsme. Hierin wordt Basilides een leraar onder de Perzen genoemd. In het geschrift wordt gesteld dat Mani zijn doctrine geplagieerd zou hebben van een leraar met de naam Scythianus. Ook Basilides zou al eerder zijn opvattingen aan deze Scythianus ontleend hebben. Het bewijs hiervoor vindt Hegemonius in het 13e boek van de Exegetica, waar hij over zegt te beschikken Hij beschrijft een systeem van Basilides waarin Licht en Duister naast elkaar bestonden tot zij elkaar opmerkten. De Duisternis wilde daarna in het Licht participeren, maar het Licht had daaraan geen behoefte. Het keek echter wel naar Duisternis met het gevolg dat een reflectie van Licht in Duisternis geprojecteerd werd. Het gevolg was dat de schepping een vermenging van Licht en Duisternis werd. Het toeschrijven door Hegemonius van die opvatting aan Basilides is op het vakgebied zeer omstreden.

## Overige passages over Basilides
Bij Origenes is een commentaar van Basilides op een passage uit de Brief van Paulus aan de Romeinen te lezen:
Eens leefde ik zonder de wet, maar door de komst van het gebod kwam de zonde tot leven en stierf ik.
De interpretatie van Basilides is dat hiermee een lichaam bedoeld werd dat geen onderwerp van de wet kan zijn. Het was een lichaam van een huisdier of een vogel. Dat heeft bij een aantal auteurs op het vakgebied geleid tot de stelling, dat Basilides ook de doctrine van metempsychosis, reïncarnatie, onderwees.
Bij Clemens komen nog enkele andere passages over Basilides voor. De volgelingen van Basilides zouden het feest van het doopsel van Jezus vieren:
Zij zeggen dat dit plaatsvond in het 15e jaar van de keizer Tiberius, op de 15e van de maand Tybi; anderen zeggen dat dit gebeurde op de 11e van dezelfde maand.
De 11e van de maand Tybi is het equivalent van 6 januari in de Juliaanse kalender. Indien dit juist is, kan het haast niet anders geïnterpreteerd worden als de eerste mededeling over het vieren van Driekoningen. 
Basilides was in Alexandrië een tijdgenoot van Valentinus, de grondlegger van de veel invloedrijkere stroming van het valentinianisme. Beiden komen voor in Ware getuigenis, een gnostisch geschrift dat in een Koptische vertaling onderdeel was van de vondst van de Nag Hammadigeschriften in 1945. Het is een polemisch geschrift. Het richt zich niet alleen op de zich ontwikkelende orthodoxie binnen het christendom, maar ook tegen een aantal andere gnostische opvattingen. Basilides zou hierin onderricht ontvangen hebben van Valentinus en zijn volgelingen lijken op die van Valentinus. Zij hebben beiden alleen kennis hebben die leeg is.